# Praga 6
Praga 6 – największa dzielnica Pragi rozciągająca się w północno-zachodniej części miasta, na zachód od Wełtawy. Składa się z mniejszych dzielnic: Ruzyně, Liboc, Veleslavín, Vokovice, Dejvice, Střešovice, Břevnov, Sedlec, Bubeneč i Hradczany.
Obszar dzielnicy wynosi 41,54 km² i jest zamieszkiwany przez 99 263 mieszkańców (2006).